# Friedrich-Wilhelm Kiel
Pour les articles homonymes, voir Kiel (homonymie).
Friedrich-Wilhelm Kiel, né le 17 mai 1934 à Berlin-Charlottenbourg et mort le 4 avril 2022, est un homme politique allemand, membre du Parti libéral-démocrate (FDP).

## Biographie
Après avoir obtenu son diplôme d'études secondaires à Karlsruhe, Kiel étudie la physique et les mathématiques. De 1962 à 1966, il exerce comme professeur de lycée à Ettlingen. 
Adhérent au Parti libéral-démocrate (FDP) à partir de 1964, Kiel est premier bourgmestre (adjoint) d'Ettlingen de 1966 à 1970, bourgmestre de Pforzheim jusqu'en 1976 et enfin bourgmestre (maire) de Fellbach jusqu'en 2000.
De 1988 à 1990, il est président du FDP du Bade-Wurtemberg et de 1992 à 2001 membre du parlement du Land de Bade-Wurtemberg. Il est porte-parole financier du groupe parlementaire FDP/DVP.
Kiel était marié et avait trois enfants.

## Distinctions
Kiel était titulaire de la médaille de l'ordre du Mérite de Bade-Wurtemberg.